# Israel Ochoa
Pour les articles homonymes, voir Ochoa.
Ochoa  Plazas est un nom espagnol. Le premier nom de famille, en général paternel, est Ochoa ; le second, en général maternel, souvent omis, est Plazas.
Israel Antonio El Rápido Ochoa Plazas est un coureur cycliste colombien. Il est né le 26 août 1964 à Paipa (département de Boyacá). Son fils Diego est également coureur cycliste.

## Biographie
Il a une carrière d'une exceptionnelle longévité puisqu'il était encore champion national du contre-la-montre et vice-champion national de la course en ligne en 2008, et ce dans sa 44e année. Il fait partie d'un quatuor de quadragénaires (avec Hernán Buenahora, Libardo Niño et José Castelblanco) qui a dominé le cyclisme national colombien et les jeunes générations, à la fin des années 2000. Seul Santiago Botero (né en 1972) leur a disputé ce leadership. Cette longue carrière s'accompagne d'éloges mais aussi de suspicions. Il ne fut pas autorisé à reprendre le cours du Tour de Colombie 2006, en raison d'un hématocrite non conforme. Ses trois compères ayant eux aussi eu maille à partir avec des contrôles sanguins hors-normes. 
Il met fin à sa carrière à l'issue de la Vuelta al Valle del Cauca, le 6 mars 2011. Il a confié que sa plus grande désillusion sportive fut sa défaite lors du Tour de Colombie 1993 face à Carlos Mario Jaramillo, lorsqu'il perdit le maillot de leader (qu'il détenait depuis huit jours) durant le dernier contre-la-montre de l'épreuve, alors que c'était pourtant sa spécialité.
La saison suivante, il devient directeur sportif de l'équipe Alcaldía de Tunja-Proactiva-Irdet.

## Équipes
- Professionnelles[6] :
  - 1992 :  Gaseosas Glacial
  - 1993 :  Gaseosas Glacial
  - 1994 :  Gaseosas Glacial
  - 1995 :  Gaseosas Glacial
  - 1996 :  Selle Italia - Gaseosas Glacial - Magniflex
  - 1997 :  Lotería de Boyacá
  - 1998 :  Lotería de Boyacá
  - 1999 :  Selle Italia - W 52 - Lotería Bono del Ciclismo (en Europe), Aguardiente Néctar - Selle Italia - Cundinamarca (en Colombie)
  - 2000 :  Aguardiente Néctar - Selle Italia
- Amateurs :
  - 2001 :  Lotería de Boyacá
  - 2002 :  Lotería de Boyacá
  - 2003 :  Lotería de Boyacá
  - 2004 :  Lotería de Boyacá
  - 2005 :  Lotería de Boyacá
  - 2006 :  Lotería de Boyacá
  - 2007 :  Lotería de Boyacá
  - 2008 :  Lotería de Boyacá
  - 2009 :  Lotería de Boyacá[7]
  - 2010 :  Boyacá orgullo de América
  - 2011 :  Boyacá orgullo de América

## Palmarès
- Champion de Colombie sur route
  - Vainqueur en 2004.
  - 2 fois sur le podium (2e en 2000 et en 2008).
- Champion de Colombie du contre-la-montre
  - Vainqueur en 2000, en 2004 et en 2008.
  - 3 fois sur le podium (3e en 1998, en 2003 et en 2007).
- Tour de Colombie
  - 2 fois sur le podium (3e en 1993 et en 2007)[8].
  - 4 victoires d'étape en 1994, en 1997, en 1999 et en 2002[9].
- Clásico RCN
  - Vainqueur du classement général en 1996.
  - 1 fois sur le podium (3e en 1998)[10].
  - 6 victoires d'étape en 1991, en 1996, en 1998[11], en 2007[12] et en 2009[13].
- Tour du Costa Rica
  - Vainqueur du classement général et 1 victoire d'étape en 2004[14].
- Vuelta a Boyacá
  - Vainqueur du classement général en 1997, en 2003 et en 2006[15].
- Vuelta a Antioquia
  - 2e du classement général en 2005[15].
- Tour de l'Équateur
  - 1 victoire d'étape en 2009[16].

## Résultats sur lesgrands tours
| 1 participation. - 1993 : abandon lors de la 5e étape. | Aucune participation. | Aucune participation. |

## Résultats sur les championnats

### Championnats du monde professionnels

#### Course en ligne
2 participations.
- 1995 : 11e au classement final.
- 2003 : Abandon.

### Championnats panaméricains

#### Course en ligne
1 participation.
- 1998 :  Troisième au classement final.

## Classements mondiaux
| Année            | 2005 | 2006 | 2007 | 2008 | 2009 | 2010 | 2011 |
| ---------------- | ---- | ---- | ---- | ---- | ---- | ---- | ---- |
| UCI America Tour | 366e | 100e | 118e |      |      | 179e | 326e |